# Riesi (Wein)
Unter der Bezeichnung Riesi DOC werden Weiß-, Rosé- und Rotweine im Freien Gemeindekonsortium Caltanissetta auf Sizilien produziert. Seit 2001 besitzen die Weine eine „kontrollierte Herkunftsbezeichnung“ (Denominazione di origine controllata – DOC), die zuletzt am 7. März 2014 aktualisiert wurde.

## Anbau
Der Anbau ist auf folgende Gemeinden begrenzt: Butera, Riesi und Mazzarino (alle im Freien Gemeindekonsortium Caltanissetta). Im Jahr 2018 wurden 996 hl DOC-Weine produziert.

## Erzeugung
Die Denomination ermöglicht die Herstellung von Verschnittweinen und fast sortenreinen Weinen. Ferner werden Schaumweine (Spumante) und Spätlesen („Vendemmia tardiva“) ermöglicht.
Die Verschnittweine sind:
- Riesi rosso: muss zu mindestens 80 % aus Nero d’Avola und/oder Cabernet Sauvignon bestehen (einzeln oder gemeinsam). Höchstens 20 % andere rote Rebsorten, die für den Anbau in der Region Sizilien zugelassen sind, dürfen zugesetzt werden.
- Riesi rosato: muss aus 50–75 % Nero d’Avola und weiterhin 25–50 % Nerello Mascalese und/oder Cabernet Sauvignon bestehen. Die restlichen Prozent dürfen andere Rebsorten sein, die für den Anbau in der Region Sizilien zugelassen sind.
- Riesi bianco (auch als „Spumante“ oder „Vendemmia tardiva“): muss zu mindestens 75 % aus Ansonica und/oder Chardonnay bestehen (einzeln oder gemeinsam). Die restlichen Prozent dürfen andere weiße Rebsorten sein, die für den Anbau in der Region Sizilien zugelassen sind.

Die fast sortenreine Weine sind: (Die genannte Rebsorte muss zu mindestens 85 % enthalten sein)
- Riesi Insolia
- Riesi Chardonnay
- Riesi Nero d’Avola
- Riesi Merlot
- Riesi Syrah
- Riesi Cabernet Sauvignon

## Beschreibung
laut Denomination (Auszug):

### Riesi rosso
- Farbe: mehr oder weniger intensiv rubinrot, bisweilen mit granatroten Reflexen
- Geruch: angenehm, fein, weinig
- Geschmack: trocken, harmonisch
- Alkoholgehalt: mindestens 11,5 Vol.-%, als „Superiore“ oder „Superiore Riserva“ mindestens 13,0 Vol.-%
- Säuregehalt: mind. 4,5 g/l, als „Superiore“ oder „Superiore Riserva“ mindestens 5,0 g/l
- Trockenextrakt: mind. 20,0 g/l, als „Superiore“ oder „Superiore Riserva“ mindestens 26 g/l

### Riesi rosato
- Farbe: mehr oder weniger intensiv rosa
- Geruch: angenehm, fein, fruchtig, zart
- Geschmack: sanft, harmonisch, frisch, bisweilen lebhaft
- Alkoholgehalt: mindestens 11,0 Vol.-%
- Säuregehalt: mind. 5,0 g/l
- Trockenextrakt: mind. 18,0 g/l

### Riesi bianco
- Farbe: mehr oder weniger intensiv strohgelb, bisweilen mit grünlichen Reflexen
- Geruch: angenehm, fein, elegant
- Geschmack: harmonisch, zart, angenehm
- Alkoholgehalt: mindestens 11,0 Vol.-%
- Säuregehalt: mind. 4,5 g/l
- Trockenextrakt: mind. 16,0 g/l